# Elzie Segar

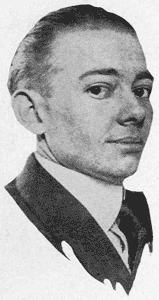
Elzie Segar

Popeye-Zeichnung von Segar

Elzie Crisler Segar (auch E. C. Segar; * 8. Dezember 1894 in Chester, Illinois; † 13. Oktober 1938 in Santa Monica, Kalifornien) war ein amerikanischer Comiczeichner und der Erfinder der Figur des Popeye. Seine Werke signierte er mit einer Zigarre (englisch cigar), aus der sich sein Name kräuselte.

## Leben
Segar wurde als jüngstes von acht Kindern geboren. Als 12-Jähriger hatte er in seinem Geburtsort Chester einen Job in einem Theater gefunden. Dieses Theater wurde in ein Kino umgewandelt und er malte mit Kreide die Schlüsselszenen des gerade laufenden Films auf den Gehweg, um Besucher ins Kino zu locken. Mit 18 Jahren beschloss er, Comiczeichner zu werden. Er heiratete Myrtle Annie Johnson (* 1895), mit der er zwei Kinder, Marie und Thomas (Tom), hatte. Nach mehreren entbehrungsreichen Jahren bekam er durch die Protektion von Richard Felton Outcault eine Stelle beim Herald in Chicago und zeichnete dort Charlie Chaplin’s Comic Capers, bis die Serie 1917 eingestellt wurde.
Von William Randolph Hearst wurde Segar nach New York geholt, wo er ab 1919 den Daily strip Thimble Theatre im New York Journal veröffentlichen konnte. Zehn Jahre später, im Januar 1929, debütierte in dieser Serie wie nebenbei der kauzige Seemann Popeye. Ursprünglich eine Nebenfigur, sollte Popeye die Serie bald dominieren und erfolgreich machen.
Mit seinen anarchischen Einfällen und den skurrilen Figuren, die er dem Thimble Theatre nach und nach hinzufügte, übte Segar großen Einfluss auf andere Vertreter des Mediums aus. Größen wie Carl Barks oder André Franquin bezeichneten sein Werk als Quelle der Inspiration.
Elzie Segar starb im Alter von nur 43 Jahren. Als Todesursache wird meist eine Leberzirrhose angegeben, gelegentlich auch Leukämie. Seine letzte Ruhestätte befindet sich auf dem Woodlawn Memorial Cemetery in Santa Monica, Kalifornien.

## Trivia
- Der österreichische Bildhauer Erich Gerer schuf das Popeye-der-Seefahrer-Denkmal in Hamburg, Carsten-Rehder-Str. 62, vor der Gaststätte „Zum Schellfischposten!“ am Fischmarkt im Hamburger Hafen.[2]